# Харчо
Харчо́ (груз. ხარჩო, дзрохис хорци харшот — говяжий суп) — национальный грузинский суп из говядины с рисом, грецкими орехами и тклапи или кислым соусом ткемали.
Суп очень пряный, умеренно острый, с обилием чеснока и зелени (прежде всего кинзы). Он намного гуще других супов, к которым применяется правило «в супе должна быть половина жидкости». Существует даже радикальная точка зрения: «настоящий харчо — это не суп, а напоминающее по текстуре карри полноценное горячее блюдо».
Характерным отличием харчо от других мясных супов является использование только говядины (в основном грудинки, реже рульки), сливы ткемали и тёртых грецких орехов. По классическому рецепту эти три компонента нельзя убрать или заменить другими. И хотя часто в рецепте харчо конкретизируют, какой местности он принадлежит (есть супы-харчо по-грузински, по-мегрельски и т. д.), его суть — острый говяжий суп с тклапи и орехами — остаётся неизменной.
Однако в обыденной кухне допускается замена тклапи (кусок которого отламывают от его огромного коржа — лавашана, размачивают и добавляют в харчо, или другие блюда; в рецептах харчо часто можно встретить — «тклапи, кусок как ладонь») на свежую алычу, соус ткемали, гранатовый сок или помидоры и томат-пасту.
Суп харчо стал популярным блюдом в советских столовых и в домашней кухне на Кубани.
Харчо определило название юморески Григория Горина «Хочу харчо!».